# Lékařská fakulta Masarykovy univerzity
Lékařská fakulta Masarykovy univerzity (LF MU) je jednou z deseti fakult Masarykovy univerzity, jež se specializuje na výuku lékařských oborů, zdravotnických specializací a vědecko-výzkumnou práci. Vznikla v roce 1919 a patří mezi čtyři nejstarší fakulty univerzity.
Od svého založení sídlila fakulta na Komenského náměstí v Brně. Od září 2010 sídlí v Univerzitním kampusu v Brně-Bohunicích spolu s přírodovědeckou fakultou, fakultou sportovních studií a četnými vědeckými institucemi v rámci centra vědecké excelence v oblasti věd o živé přírodě, pokročilých materiálů a technologií CEITEC.
Lékařská fakulta využívá také prostor Fakultní nemocnice Brno v kampusu, Fakultní nemocnice u sv. Anny v Brně v centru města a Masarykova onkologického ústavu na Žlutém kopci.
V současnosti je LF MU jednou z desíti lékařských fakult na území České republiky. V roce 2015 bylo na magisterské studijní programy přijato 743 ze 4 627 uchazečů. 
Na bakalářské studijní programy bylo tentýž rok přijato 582 z 3 050 uchazečů.

## Historie
Masarykova univerzita byla založena 28. ledna 1919 v Brně na základě usnesení Národního shromáždění, na popud poslanců Aloise Jiráska, Engliše a jejich kolegů.
Vydáním Zákona o zřízení Masarykovy univerzity (zákon č. 50/1919 Sb.) shromáždění nařídilo založení československé státní univerzity v Brně o čtyřech fakultách. Právnické, lékařské, přírodovědecké a filozofické. Zákon dál uložil zřízení prvního a druhého ročníku lékařské fakulty už v roce 1919–1920. Jedním z tehdejších důvodů byla snaha odlehčit pražským fakultám, kvůli nedostatečné kapacitě a jejich plánované rekonstrukci. Dále zákon stanovil časový rámec pro výběr místa a vytvoření zázemí univerzity do roku 1930. Mezi signatáři bychom našli T. G. Masaryka, Švehlu, Stránského a Rašína.
Pro vznik lékařské fakulty byla rozhodující existence Zemské nemocnice v Pekařské ulici, založené roku 1786, dále přítomnost specializovaného Zemského ústavu černovického pro choromyslné postaveného roku 1863, a Zemské porodnice, vybudované roku 1888 na Obilním trhu.
Po vydání zákona šestičlenná přípravná komise předložila návrh na jmenování profesorského sboru, jehož základem byli Edward Babák, Antonín Ostrčil, Otomar Völker, František Karel Studnička, Antonín Hamsík, Pavel Ludvík Kučera, Rudolf Vanýsek a Julius Petřivalský. Následně byl jmenován prof. Pavel Ludvík Kučera prvním děkanem a už 12. listopadu 1919 prof. Edward Babák pronesl první přednášku na téma „Úvod ke studiu lékařskému“.
Teoretická pracoviště byla rozmístěna po budovách bývalých kasáren na ulici Úvoz a Údolní, přičemž klinické obory se vyučovaly v Zemské nemocnici. Do roku 1939, kdy byly české vysoké školy uzavřeny nacisty, bylo postaveno ve městě a v areálu nemocnice několik dalších pracovišť.
Během války došlo k postupné likvidaci lékařské fakulty jak na straně zaměstnanců, tak na straně vybavení. Po roce 1945 byla lékařská fakulta uvedena do provozu nejdříve. Fakulta jako částečnou náhradu za zničené ústavy získala část budovy zrušené německé polytechniky a dvě budovy na Komenského náměstí. Materiální pomocí přispěly UNRRA a Spojené státy. Zotavování skončilo roku 1948, kdy změna politické situace vedla k propouštění demokraticky smýšlejících členů sboru.

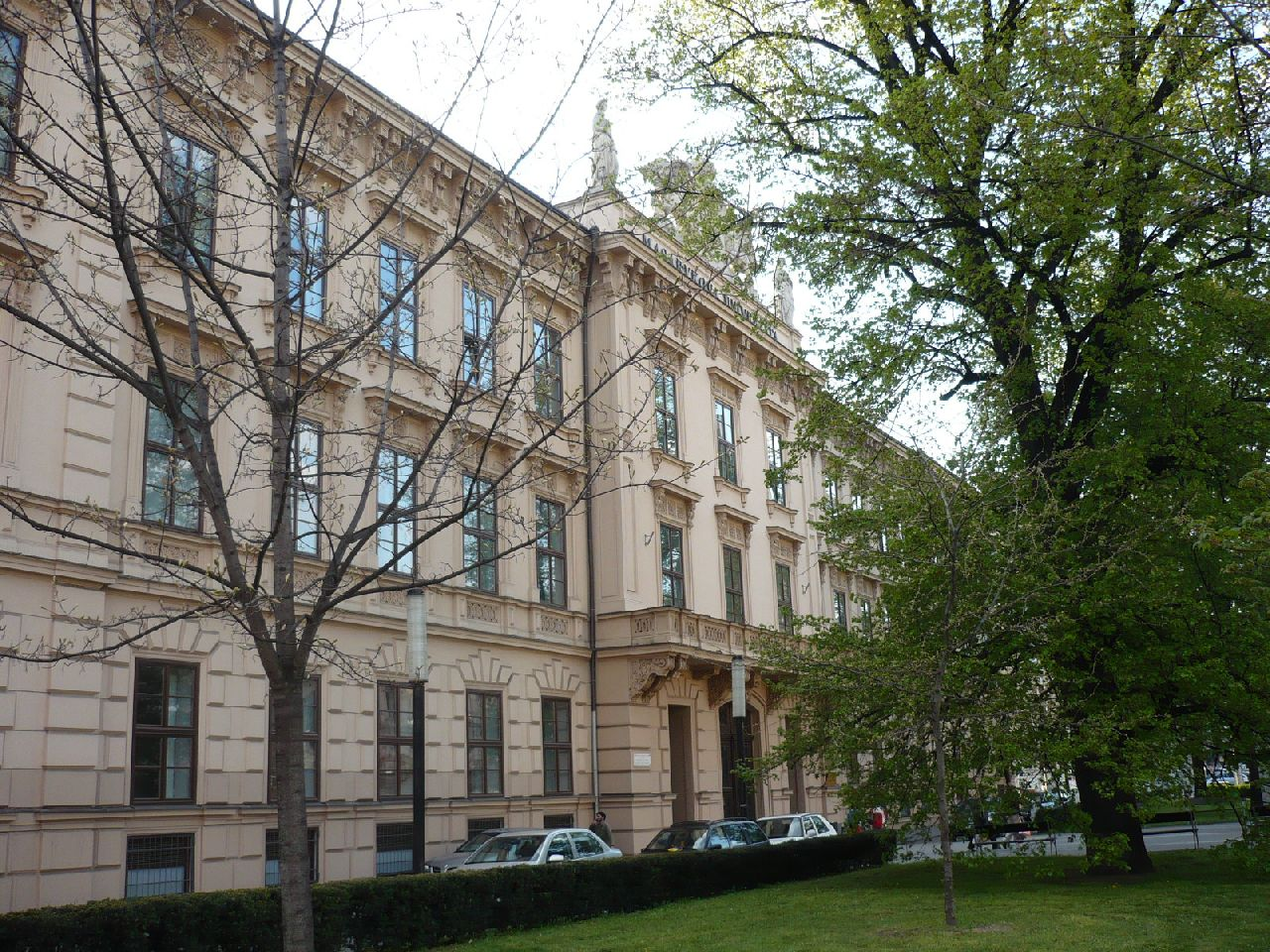
Bývalá budova fakulty na Komenského náměstí

V poválečném období došlo také k oborovým změnám. Od roku 1948 se na fakultě vyučovalo dvouleté farmaceutické studium. O čtyři roky později bylo prodlouženo na čtyřleté. Nakonec byl obor vyčleněn a vznikla samostatná farmaceutická fakulta, která bylo roku 1960 zrušena. Zubní lékařství bylo jako samostatný směr zavedeno v roce 1950–1951, přičemž výuka samostatného oboru od prvního ročníku byla pozdržena o dalších dvacet let. Tři roky po otevření zubního lékařství bylo studijní portfolio rozšířeno o pediatrický směr. Samostatná výuka pediatrie vydržela až do roku 1990, kdy splynula se směrem Všeobecného lékařství. Tehdejší pětileté studium medicíny bylo v roce 1954–1955 prodlouženo po semestrech nejdříve na pět a půl roku a následně na šest let.
Přes všechny potíže, které politická situace přinesla, výzkum probíhal dál. Na fyziologickém ústavu doc. MUDr. Jan Peňáz vyvinul automatický neinvazivní měřič tlaku. Skupina vedená profesorem. J. Vašků uskutečnila první aplikace umělého srdce v klinické praxi. V roce 1982 se na Obilním Trhu narodilo první "dítě ze zkumavky" v Česku, za pomocí metody transferu gamet do vejcovodu (GIFT). V oboru fertilizace a transplantologii bylo během následujících let dosaženo dalších úspěchů.
Po roce 1989 byly fakulta i její ústavy postupně vybaveny moderní technikou, diagnostickými přístroji, zaváděly nové terapeutické postupy. Potřebám praktické medicíny se přizpůsobil také zvyšující se počet studentů.
Od roku 2005 se vytvořily katedry pro nelékařské obory ve formě bakalářského studia s možností pokračovat v navazujícím studiu magisterském. V tomto období již vedle fakulty sídlila v jejích prostorách také celouniverzitní počítačová studovna s nepřetržitým provozem a pro mnohé studenty se stala fakulta denním místem studia. Během téhož roku bylo zahájeno stěhování prvních pracovišť do nově zbudovaného Univerzitního kampusu Bohunice. V roce 2010 byla výuková část kampusu slavnostně otevřena.
Původní prostory lékařské fakulty v centru města na Komenského náměstí využívá řada celouniverzitních pracovišť: Centrum zahraničních studií, Centrum pro transfer technologií, Kariérní centrum Masarykovy univerzity nebo zázemí pro univerzitu třetího věku.

## Struktura
Fakulta se celkem skládá z 66 ústavů a klinik. Rozlišuje se Správní pracoviště, Účelová zařízení a dále na výuku zaměřená teoretická pracoviště, pracoviště nelékařských oborů a pracoviště společná s klinikami. V současnosti, roku 2016, jsou kliniky společné s fakultou ve Fakultní nemocnicí u sv. Anny, Fakultní nemocnicí Brno - pracovišti dospělého věku, dětského věku a reprodukční medicíny. Dále v Úrazové nemocnici a na Masarykově onkologickém ústavu. Celkem bychom našli 53 klinik rozmístěných po areálech nemocnic v Brně.
Kvůli potřebám jednotlivých pracovišť lékařské a přírodovědecké fakulty byl vytvořen Institut biostatistiky a analýz Lékařské fakulty. V říjnu 2020 bylo otevřeno simulační centrum v prostorách Univerzitního kampusu Bohunice.
Správní pracoviště fakulty sdružuje technicko-provozní oddělení a děkanát, v jehož čele v stojí děkan.
Účelová zařízení jsou heterogenní skupinou zahrnující Centrum léčivých rostlin, zaměřené na nekomerční pěstování rostlin pro výukové a výzkumné účely, Centrum výpočetní techniky, zodpovědný za rozvoj informačních a komunikačních technologií na univerzitě, chov laboratorních zvířat a Knihovnu univerzitního kampusu, vzniknuvší splynutím knihovny lékařské fakulty, knihovny fakulty sportovních studií a části knihovny přírodovědecké fakulty.
Teoretická pracoviště pokrývají svým zaměřením první tři roky studia Všeobecného lékařství. Patří sem celkem 11 ústavů včetně biofyzikálního, anatomického a fyziologického.
Druhý způsob řazení organizace fakulty se týká vnitřních orgánů fakulty. Akademické orgány jsou zastoupeny Akademickým senátem fakulty, Děkanem, Vědeckou radou a Disciplinární komisí. Mezi další orgány patří Tajemník a Porada proděkanů.

### Logo a barva
Logo je spojením písmen ve fontu MUNI. Používá se ve zkratce MUNI MED. Původní logo lékařské fakulty zobrazovalo kombinaci Aeskulapovy hole s hadem a závitu dvoušroubovicové molekuly DNA. Barva fakulty je červená (Pantone 1795 C).

## Studium
Fakulta poskytuje dva tradiční magisterské studijní programy v lékařství a stomatologii, které lze studovat pouze v prezenční formě. Od roku 2005 je otevřena také řada bakalářských studijních programů.
Magisterské programy
- Všeobecné lékařství (6 let) zakončené titulem MUDr.
- Zubní lékařství (5 let) zakončené titulem MDDr.
- Bioanalytická laboratorní diagnostika ve zdravotnictví – Embryolog (5 let) zakončené titulem Mgr.

Bakalářské programy
- Dentální hygiena
- Fyzioterapie
- Laboratorní diagnostika ve zdravotnictví
- Nutriční terapie
- Optika a optometrie
- Ortoptika
- Porodní asistence
- Radiologická asistence
- Všeobecné ošetřovatelství
- Zdravotnické záchranářství

Magisterský program, navazující
- Aplikovaná fyzioterapie
- Intenzivní péče
- Neurovědy
- Optometrie
- Veřejné zdravotnictví
- Výživa dospělých a dětí

Ve zvolených specializacích lze pokračovat v doktorském studiu. Na fakultě se pro zájemce konají přípravně kurzy pro přijímací řízení do magisterských oborů.
V roce 2013 byl zahájen stipendijní program pro studenty fakulty s rozšířenou vědeckou přípravou (zkr. P-PooL), pomocí jehož stipendijního programu mohou být navštíveny konference v zahraničí až do výše 50 tisíc korun nebo honorován student.
Lékařská fakulta Masarykovy univerzity nabízí i program pro studenty středních škol se zájmem o medicínu a vědu jménem Juniorská akademie. Ta se zabývá tvorbou populárně naučných on-line i off-line kurzů s vědci a akademiky, propojuje školitele a řešitele SOČ a pod její záštitou vznikají i velké popularizační akce s názvem Den s medicínou. Juniorská akademie také spolupracuje se středoškolskými učiteli, kteří mohou taktéž navštěvovat edukační kurzy a setkávat se na speciálních akcích s názvem Den učitelů. Odborným garantem Juniorské akademie je přednosta Anatomického ústavu doc. MUDr. Marek Joukal, Ph.D..

## Osobnosti

### Děkani
Děkanem fakulty je od roku 2019 prof. MUDr. Martin Repko, Ph.D.
Na lékařské fakultě bylo pomocí systému tzv. výukových jednotek provedena optimalizace výuky. Cílem projektu OPTIMED je lepší využití informačních technologií ve výuce a definování minimálních požadavků jednotlivých oborů s ohledem na jejich provázání.
V roce 2013/2014 došlo k zavedení speciálního studia, v podobě programu P-PooL, pro mimořádně nadané studenty se zájmem o vědeckou práci a byl představen koncept dvourychlostní lékařské fakulty - mít standard pro vědu a také motivaci pro nejlepší. Studentům bude nabídnuto kontinuální pokračování ve vědecké práci v postgraduálním studiu.